# Carlos Francisco
Carlos Domingo Francisco Serrano est un footballeur international cubain, né le 22 mai 1990 à Santiago de Cuba. Il évolue au poste de milieu défensif avec le FC Santiago de Cuba et la sélection nationale cubaine.

## Biographie
Il débute en sélection nationale senior le 20 août 2008 contre Trinité-et-Tobago à l'occasion des éliminatoires de la coupe du monde 2010 à tout juste 18 ans.